# Special (álbum de Lizzo)
Special es el cuarto álbum de estudio de la cantante y rapera estadounidense Lizzo, publicado por Nice Life y Atlantic Records el 15 de julio de 2022. Fue precedido por el sencillo principal "About Damn Time", lanzado el 14 de abril de 2022, que alcanzó el número uno en el Billboard Hot 100, y el top ten en otros doce países.
Special ha sido descrito por la crítica como un álbum de pop, funk, disco, hip hop y R&B. Recibió críticas positivas por parte de la crítica musical. El álbum alcanzó el número dos en la lista US Billboard 200, convirtiéndose, en ese momento, en el álbum más vendido por una artista femenina en 2022, así como en la mayor semana por unidades ganadas, entre todos los álbumes publicados por mujeres en 2022. Alcanzó el top ten en las listas de álbumes del Reino Unido, Australia, Canadá, Hungría y Nueva Zelanda.

## Antecedentes
Lizzo lanzó su tercer álbum de estudio y álbum de estudio debut en un gran sello, Cuz I Love You, el 19 de abril de 2019. El álbum fue aclamado por la crítica y alcanzó el número cuatro en la lista Billboard 200. El álbum fue nominado a Álbum del Año en los Premios Grammy, contribuyendo a que Lizzo recibiera el mayor número de nominaciones en la ceremonia. El álbum también ganó el premio al Mejor Álbum Urbano Contemporáneo.
En octubre de 2020, Lizzo anunció que su cuarto álbum de estudio estaba a punto de terminarse, afirmando que tenía "unas cuantas canciones más que escribir". En enero de 2021, la cantante estadounidense SZA confirmó haber escuchado nuevo material de Lizzo. En agosto de 2021, Lizzo anunció "Rumors", su primera canción después de dos años, que fue lanzada el 13 de agosto. El sencillo cuenta con la colaboración de la rapera, cantante y compositora estadounidense Cardi B.
Durante su discurso de apertura en el festival South by Southwest en marzo de 2022, Lizzo anunció que su álbum estaba terminado, diciendo: "Está hecho, así que llegará muy pronto... y es bueno. He trabajado muy duro en él, así que más vale que sea bueno."

## Producción y grabación
La grabación de "Special" comenzó en 2018, pero los temas que componían el álbum no empezaron a grabarse hasta septiembre de 2021 y se terminó en marzo de 2022.
En una entrevista con Zane Lowe para Apple Music 1 en abril de 2022, Lizzo explicó que el álbum se titulaba originalmente In Case Nobody Told You hasta que Max Martin la ayudó a "reestructurar" el gancho de la canción "Special", con el que cambió el título del álbum.
En otra entrevista con Zane Lowe en Apple Music 1 en julio de 2022, Lizzo habló sobre los orígenes del tema "Coldplay", con  Chris Martin vocalista de la banda Coldplay apareciendo brevemente en la entrevista también. El tema incluye un monólogo de Lizzo en el que habla de unas vacaciones recientes en las que "estaba con alguien, y estaba mirando las estrellas. Y yo estaba con él, y estaba cantando "Yellow"."

## Promoción
El 21 de marzo de 2022, Lizzo adelantó el sencillo "About Damn Time" en The Late Late Show with James Corden, con una fecha de lanzamiento del 14 de abril. Poco después del lanzamiento de la canción y el vídeo musical que la acompaña, Lizzo anunció formalmente Special, con fecha de lanzamiento el 15 de julio.
El 6 de julio, Lizzo reveló el tracklist de Special en su cuenta de Instagram mostrando la contraportada de su envoltorio en vinilo.

### Sencillos
"About Damn Time" fue lanzado el 14 de abril de 2022, como sencillo principal del álbum. La canción fue un éxito comercial alcanzando la cima del Billboard Hot 100 en los EE. UU., así como el top 3 en otros 7 países.
El 18 de julio de 2022 "2 Be Loved (Am I Ready)" se lanzó en la radio italiana como segundo sencillo del álbum. En Estados Unidos la canción impactó en la hot adult contemporary radio el 1 de agosto de 2022, y en la contemporary hit radio, así como en la rhythmic contemporary radio el 2 de agosto de 2022.
Special fue lanzada el 13 de enero de 2023, como tercer sencillo del álbum. Aunque se rumoreaba que "Special" tendría un remix con la cantante estadounidense SZA desde noviembre de 2022, finalmente fue confirmado por Lizzo en sus cuentas de redes sociales cuando anunció el remix oficial. El Remix "Special" con SZA fue lanzado el 9 de febrero de 2023.

#### Sencillos promocionales
"Grrrls" se publicó el 10 de junio de 2022, como primer sencillo promocional del álbum.

### Gira
El 25 de abril de 2022, Lizzo anunció una gira completa en apoyo del álbum, que comenzaría el 23 de septiembre de 2022 en Sunrise, Florida y terminaría el 2 de junio de 2023 en Thousand Palms, California. Latto fue la telonera de la gira.

## Recepción Crítica
Special recibió críticas generalmente positivas de la crítica musical en su lanzamiento inicial. En Metacritic, que asigna una puntuación normalizada sobre 100 a las reseñas de los principales críticos, el álbum tiene una puntuación media de 78, basada en 16 reseñas, lo que indica "críticas generalmente favorables".
Escribiendo para Evening Standard David Smyth afirma que "esta vez también arrastrará a una generación mayor a su banda. Muchos de los temas más importantes evocan la música disco de los setenta y el synthpop de los ochenta" y añade: "Está claro que ya no es una intrusa. Este es su mundo, y tenemos suerte de vivir en él." En un artículo para The Independent', la crítica Helen Brown señaló que Special rebosa amor y gratitud hacia los amigos, la familia, los amantes y los fans y añadió que el rap de [Lizzo] tiene una gran fuerza de tensión y dijo que cuando canta, lo hace tanto como una baladista que canta como una baladista que respira. Special es buenísimo". El colaborador de NME Nick Levine dio al álbum cuatro de cinco estrellas, observando que "el mensaje abrumadoramente positivo de Lizzo, Special es a veces un poco cursi", antes de concluir que "Lizzo sabe exactamente quién es como artista y lo que quiere conseguir: es la zorra mala con un talento increíble para hacer que la gente se sienta bien". En una recepción más mixta del álbum, Sam Franzini de The Line of Best Fit creía que para "la mayoría de las canciones de Special, hay una iteración más cruda y real en algún otro lugar del catálogo de Lizzo", y que tener el "brillo pop más brillante aplastado sobre ellas, borrando cualquier arruga o contratiempo" eliminaba "la cosa exacta que hacía [las canciones de Lizzo] entrañables para empezar. "  PopMatters publicó dos críticas contrastadas del álbum, con John Amen puntuando el álbum 7/10 y comentando que "Special es tanto una celebración del cosmos de Twitter, Instagram y Facebook como una bacanal en persona, post-Covid." mientras que Nick Malone puntuó el álbum con un 4/10 y escribió que "Special es una decepción porque puedes escuchar el mejor álbum que Lizzo es capaz de hacer. "

### Controversia sobre elección de palabras
La canción "Grrrls" suscitó polémica por el uso de la palabra "spaz" en su letra "I'mma spaz / I'm about to knock somebody out". El Movimiento por los derechos de las personas con discapacidad consideró el uso del término "spaz" como ofensivo/peyorativo y pidieron a Lizzo que retirara la canción. Algunos internautas afirmaron que "spaz" se utiliza de forma diferente en inglés vernáculo afroamericano y es sinónimo de "flipar", pero organizaciones de discapacitados de Reino Unido y Estados Unidos han criticado su uso. Poco después, Lizzo emitió una disculpa y lanzó una versión actualizada de la canción, afirmando: "Nunca quiero promover el lenguaje despectivo. " La letra actualizada de la canción sustituye "I'mma spaz" por "Hold me back".

## Recepción  comercial
En Estados Unidos, Special debutó en el número dos de la lista estadounidense Billboard 200, con 69.000 unidades equivalentes vendidas en su primera semana, convirtiéndose en el álbum más vendido de Lizzo hasta la fecha. Fue el álbum más vendido por una artista femenina en 2022, así como la mayor semana por unidades ganadas, entre todos los álbumes publicados por mujeres en 2022 hasta que fue superado por Renaissance de Beyoncé y más tarde por Midnights de Taylor Swift.

## Lista de Canciones
| Special track listing |                           |                                |          |  |
| N.º                   | Título                    | Producer(s)                    | Duración |  |
| 1.                    | «The Sign»                | Ricky Reed                     | 2:45     |  |
| 2.                    | «About Damn Time»         | Reed                           | 3:11     |  |
| 3.                    | «Grrrls»                  | Slatkin                        | 2:01     |  |
| 4.                    | «2 Be Loved (Am I Ready)» | M. Martin                      | 3:07     |  |
| 5.                    | «I Love You Bitch»        | Slatkin                        | 2:28     |  |
| 6.                    | «Special»                 | Wansel                         | 2:54     |  |
| 7.                    | «Break Up Twice»          | Ronson                         | 2:56     |  |
| 8.                    | «Everybody's Gay»         | Wansel                         | 3:35     |  |
| 9.                    | «Naked»                   | Wansel                         | 3:00     |  |
| 10.                   | «Birthday Girl»           | The Monsters and the Strangerz | 3:07     |  |
| 11.                   | «If You Love Me»          | Kid Harpoon                    | 3:11     |  |
| 12.                   | «Coldplay»                | Reed                           | 2:55     |  |
| 35:16                 |                           |                                |          |  |

| Holiday Edition |                                          |          |  |
| N.º             | Título                                   | Duración |  |
| 13.             | «Someday at Christmas» (Amazon original) | 2:58     |  |

| Japanese bonus track |                                                |          |  |
| N.º                  | Título                                         | Duración |  |
| 13.                  | «About Damn Time» (Purple Disco Machine remix) | 3:39     |  |
| 38:55                |                                                |          |  |

| Apple Music bonus track |                                     |          |  |
| N.º                     | Título                              | Duración |  |
| 13.                     | «A Very Special Message from Lizzo» | 1:39     |  |
| 36:55                   |                                     |          |  |

## Personal

### Músicos
- Lizzo - voz (todos los temas), flauta (tema 2)
- Phoelix - bajo, programación (1)
- Thomas Pridgen - batería (1, 8)
- Nate Mercereau - guitarra eléctrica (1, 2, 8, 9, 11); guitarra acústica, bajo, batería, piano (11)
- Lemar Guillary - arreglo de vientos, trombón (1, 6, 8)
- Ricky Reed - programación (1, 2, 6, 8, 9, 12), bajo (2, 6, 8); voces adicionales, arreglo de vientos, glockenspiel, guitarra, sintetizador (2); instrumentación, teclados (8, 9)
- Michael Cordone - trompeta (1, 2, 6, 8)
- Blake Slatkin - programación (2, 3), voces adicionales (2); instrumentación, teclados (3)
- Chawntá Van - voces adicionales (2)
- Doshiniq Green - voces adicionales (2)
- Myke Wright - voces adicionales (2)
- Shelbeniece Swain - voz adicional (2)
- Victor Indrizzo - batería, percusión (2, 8)
- Jesse McGinty - saxofón, trombón (2)
- Terrace Martin - vocoder (2)
- Benny Blanco - instrumentación, teclados, programación, voz (3)
- Ilya - instrumentación (3), programación (3, 4); arreglos, coros, bajo, batería, guitarra (4); programación adicional (6)
- Chris Keys - Instrumentación (12)
- Max Martin - instrumentación (3, 6), programación (3, 4, 6); arreglo, coros, bajo, batería, guitarra (4)
- Rickard Göransson - bajo, guitarra (4)
- Peter Carlsson - batería, guitarra (4)
- Pop Wansel - instrumentación, programación (3, 6, 8, 9); teclados (6, 8, 9)
- Johan Carlsson - órgano, piano (4)
- Jasper Harris - piano (5)
- Daoud - guitarra (6, 9); instrumentación, teclados, piano, programación, Rhodes solo, saxofón (6)
- Ian Kirkpatrick - instrumentación, teclados, programación (6, 8, 9)
- Donald Hayes - saxofón (6, 8)
- Nick Movshon - bajo (7)
- Larry Gold - director de orquesta, arreglos de cuerda (7)
- Tommy Brenneck - guitarra (7)
- Leon Michels - teclados (7)
- Mark Ronson - teclados, arreglos de cuerda (7)
- Ian Hendrickson-Smith - saxofón (7)
- Raymond J. Mason - trombón (7)
- Dave Guy - trompeta (7)
- Jonathan Kim - viola (7)
- Yoshihiko Nakano - viola (7)
- Blake Espy - violín (7)
- Chris Jusell - violín (7)
- Emma Kummrow - violín (7)
- Gared Crawford - violín (7)
- Luigi Mazzocchi - violín (7)
- Natasha Colkett - violín (7)
- Jerry Hey - arreglo de vientos (10)
- Jordan Johnson - instrumentación, teclados, programación (10)
- The Monsters & Strangerz|Stefan Johnson]] - instrumentación, programación (10)
- Michael Pollack (músico)|Michael Pollack]] - teclados (10)
- Dan Higgins]] - saxofón (10)
- Andy Martin (músico estadounidense)|Andy Martin]] - trombón (10)
- Wayne Bergeron]] - trompeta (10)
- Kid Harpoon - programación de batería, Mellotron, pianosintetizador (11)
- Quelle Chris - voces adicionales (12)
- Jon Kubis - arreglo de cuerdas (12)
- Ray Chew]] - arreglos de cuerda (12)
- Adrianne Woods - violonchelo (12)
- Ryan Cross - violonchelo (12)
- Chris Woods - viola (12)
- Jarvis Benson - viola (12)
- Chiara String Quartet|Jonah Sirota]] - viola (12)
- Leah Katz - viola (12)
- Charlie Bisharat]] - violín (12)
- Daphne Chen - violín (12)
- Jenny Takamatsu - violín (12)
- Marissa Kuney - violín (12)
- Melissa Reiner - violín (12)
- Radu Pieptea - violín (12)
- Richard Adkins - violín (12)
- Songa Lee - violín (12)

### Técnica
- Michelle Mancini - masterización
- Manny Marroquin - mezcla (1, 2, 7-12)
- Serban Ghenea - mezcla (3-6)
- Ricky Reed - mezcla (7)
- Bill Malina - ingeniería (1, 2, 6, 8, 12)
- Patrick Kehrier - ingeniería (1-9, 12), asistencia de ingeniería (10, 11)
- Benny Blanco - ingeniería (3)
- Ilya - ingeniería (3)
- Damien Lewis - ingeniería (6, 8, 9)
- Ian Kirkpatrick - ingeniería (6, 8, 9)
- Jacob Ferguson - ingeniería (7)
- Jeff Chestek - ingeniería (7)
- Jens Jungkurth - ingeniería (7)
- Stefan Johnson - ingeniería (10)
- Jeremy Hatcher - ingeniería (11)
- Bryce Bordone - ingeniería de mezclas (6), asistencia de mezclas (3-5)
- Andrew Hey - ingeniería de vientos (10)
- Anthony Vilchis - asistencia de mezcla (1, 2, 7-12)
- Trey Station - asistencia en las mezclas (1, 2, 7-12)
- Zach Pereyra - asistencia de mezclas (1, 2, 7-12)
- Chad Gordon - asistencia de ingeniería (1)
- James Kirk - asistencia de ingeniería (2)
- Piéce Eatah - asistencia de ingeniería (2)
- Trey Pearce - asistencia de ingeniería (2)
- Nate Ramer - asistencia de ingeniería (11)
- Tom Peltier - asistencia de ingeniería (11)
- Ira Grylack - asistencia de ingeniería (12)

## Charts

### Weekly charts
| Chart (2022–2023)                       | Peak position |
| --------------------------------------- | ------------- |
| Australia (ARIA)                        | 2             |
| Austria (Ö3 Austria)                    | 17            |
| Bélgica (Ultratop flamenca)             | 17            |
| Bélgica (Ultratop valona)               | 43            |
| Canadá (Billboard Canadian Albums)      | 3             |
| Dinamarca (Hitlisten)                   | 27            |
| Países Bajos (Album Top 100)            | 13            |
| Finlandia (Suomen Virallinen Lista)     | 36            |
| Francia (SNEP)                          | 48            |
| Alemania (Offizielle Top 100)           | 18            |
| Hungría (MAHASZ)                        | 6             |
| Irlanda (IRMA)                          | 11            |
| Italia (FIMI)                           | 38            |
| Japón (Oricon)                          | 19            |
| Japón (Billboard Japan)                 | 65            |
| Nueva Zelanda New Zealand Albums (RMNZ) | 3             |
| Noruega (VG-lista)                      | 16            |
| Escocia (Scottish Albums Chart)         | 11            |
| España (PROMUSICAE)                     | 54            |
| Suecia (Sverigetopplistan)              | 34            |
| Suiza (Schweizer Hitparade)             | 14            |
| Reino Unido (UK Albums Chart)           | 6             |
| Estados Unidos (Billboard 200)          | 2             |
| Estados Unidos (Top Tastemaker Albums)  | 2             |

### Year-end charts
| Chart (2022)                   | Position |
| ------------------------------ | -------- |
| Estados Unidos (Billboard 200) | 160      |

## Historial de Lanzamiento
| Región | Fecha                | Formatos                                    | Discográfica       | Ref.   |
| ------ | -------------------- | ------------------------------------------- | ------------------ | ------ |
| Varios | 15 de julio de 2022  | Casete, CD, descarga digital, streaming, LP | Nice Life          | [ 73 ] |
| Japón  | 31 de agosto de 2022 | CD                                          | Warner Music Japan | [ 74 ] |